# Sollenau
Sollenau osztrák mezőváros Alsó-Ausztria Bécsújhelyvidéki járásában. 2020 januárjában 5171 lakosa volt. 

## Elhelyezkedése

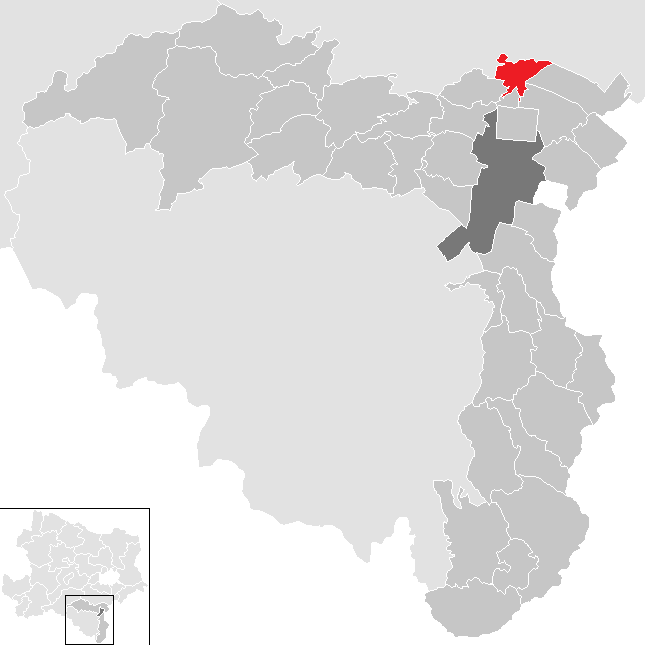
Sollenau a Bécsújhelyvidéki járásban

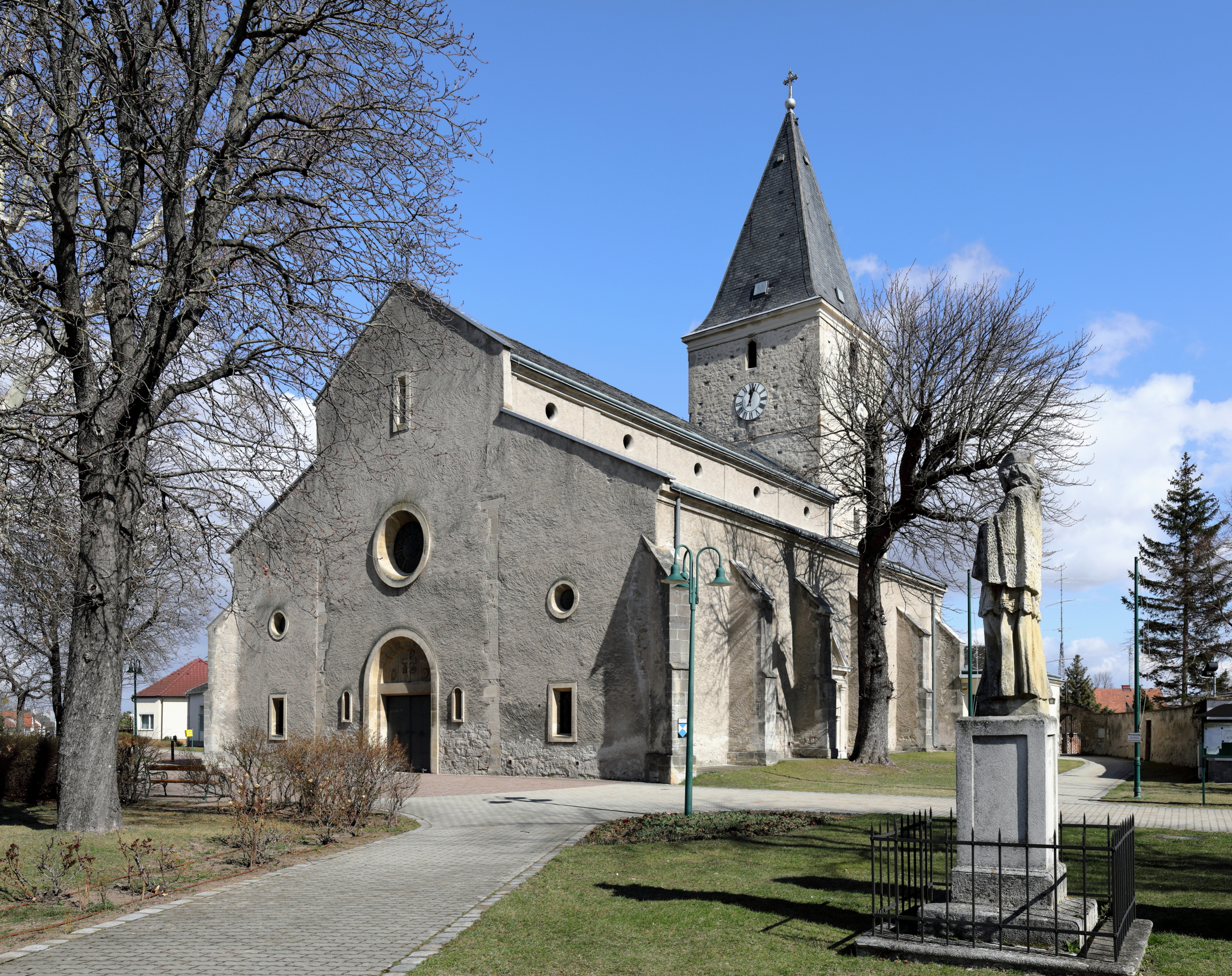
A Szt. Lőrinc-plébániatemplom

Sollenau a tartomány Industrieviertel régiójában fekszik a Bécsi-medence délkeleti peremén, a Piesting patak mentén. Területének 4%-a erdő, 56,9% áll mezőgazdasági művelés alatt. Az önkormányzat területét egyetlen katasztrális község teszi ki, amelyhez három település, Sollenau, Böhler és Petrifeld tartozik.
A környező önkormányzatok: keletre Ebenfurth, délkeletre Eggendorf, délre Felixdorf, délnyugatra Matzendorf-Hölles, északnyugatra Leobersdorf, északra Schönau an der Triesting. 

## Története
Sollenaut először 1166-ban említik egy adománylevélben, amellyel a Steinfeld-síkság legrégebbi települései közé tartozik. A település az osztrák hercegek birtokában volt, majd a 14. századtól a schönaui uradalom alá került. A korábbi fontos kereskedőtelepülés Bécsújhely megalapításával elvesztette korábbi jelentőségét, bár 1412-ben már mezővárosi jogokkal rendelkezett. A 16-17. században több alkalommal elpusztították, hol a Bécset ostromló törökök, hol Bocskai hajdúi, vagy Rákóczi kurucai. 
A település korán iparosodott, a Piesting patak sodrását felhasználva 1754-ben kardgyártó üzemet, később rézfeldolgozó, majd fonóüzemet telepítettek Sollenauba. Utóbbi a két világháború között zárt be. Az első világháború alatt lőszergyáráról volt ismert és ma is az osztrák hadsereg – amelynek itt található egyik laktanyája és a közeli Felixdorfban pedig lőtere – fontos ellátója.  

## Lakosság
A sollenaui önkormányzat területén 2020 januárjában 5171 fő élt. A lakosságszám 1961 óta erőteljesen gyarapodó tendenciát mutat; azóta mintegy duplájára duzzadt. 2018-ban az ittlakók 86,8%-a volt osztrák állampolgár; a külföldiek közül 1,3% a régi (2004 előtti), 5,2% az új EU-tagállamokból érkezett. 5,3% a volt Jugoszlávia (Szlovénia és Horvátország nélkül) vagy Törökország, 1,4% egyéb országok polgára volt. 2001-ben a lakosok 60,5%-a római katolikusnak, 4,2% evangélikusnak, 2,2% ortodoxnak, 9,5% mohamedánnak, 21,6% pedig felekezeten kívülinek vallotta magát. Ugyanekkor 36 magyar élt a mezővárosban; a legnagyobb nemzetiségi csoportokat a német (85,8%) mellett a törökök (8,5%) és a szerbek (2,2%) alkották. 
A népesség változása:

| 2016 | 4 845 |
| 2018 | 5 038 |

## Látnivalók
- a Szt. Lőrinc-plébániatemplom

## Fordítás
- Ez a szócikk részben vagy egészben  a   Sollenau című német Wikipédia-szócikk ezen változatának fordításán alapul.  Az eredeti cikk szerkesztőit annak laptörténete sorolja fel. Ez a jelzés csupán a megfogalmazás eredetét és a szerzői jogokat jelzi, nem szolgál a cikkben szereplő információk forrásmegjelöléseként.